# Chatte (Isère)
Chatte ist eine französische Gemeinde mit 2.476 Einwohnern (Stand: 1. Januar 2022) im Département Isère in der Region Auvergne-Rhône-Alpes. Sie gehört zum Arrondissement Grenoble und zum Kanton Le Sud Grésivaudan. Die Einwohner werden Chattois genannt.

## Geographie
Die Gemeinde Chatte liegt im westlichen Vorland des Vercors-Massivs, etwa 38 Kilometer westlich von Grenoble am Flüsschen Merdaret, in der historischen Landschaft Dauphiné. Die Isère begrenzt die Gemeinde im Südosten. Umgeben wird Chatte von den Nachbargemeinden Saint-Appolinard und Chevrières im Norden, Saint-Marcellin im Osten, Saint-Romans im Südosten, La Sône im Süden, Saint-Hilaire-du-Rosier im Südwesten, Saint-Bonnet-de-Chavagne im Südwesten und Westen sowie Saint-Antoine-l’Abbaye im Westen und Nordwesten. Durch die Gemeinde führt die Autoroute A 49.

## Bevölkerungsentwicklung
| Jahr                       | 1962 | 1968 | 1975 | 1982 | 1990 | 1999 | 2010 | 2021 |
| -------------------------- | ---- | ---- | ---- | ---- | ---- | ---- | ---- | ---- |
| Einwohner                  | 1705 | 1737 | 1892 | 2040 | 2347 | 2442 | 2406 | 2463 |
| Quellen: Cassini und INSEE |      |      |      |      |      |      |      |      |

## Geschichte
Das Schloss von Chatte, vor Ort „Château des Pauvres“ (Schloss der Armen) genannt, wurde im 11. Jahrhundert erbaut und im 12. Jahrhundert urkundlich erwähnt. Die heutigen Elemente stammen jedoch aus dem 14., 15. und vielleicht 16. Jahrhundert. Das einst verfallene, heute notdürftig renovierte Schloss liegt auf einem Hügel etwa 500 m östlich des Stadtzentrums. Die Herrschaft und die Burg gehörten der Familie Clermont de Chatte (historisch meist Clermont de Chaste geschrieben), die 1688 den Titel Marquis de Chaste erhielt und bis 1796 existierte. Doch bereits 1672 gingen Burg und Herrschaft in den Besitz der Familie de Boffin über, die Herren von La Sône waren, und im Jahr 1788 in den Besitz der Macchia von La Roque. Im Juni 1794 wurde die Burg unter der Revolutionsregierung enteignet und 1796 an sieben Käufer ohne jegliches Vermögen verkauft, wodurch es seinen neueren Namen erhielt.

## Sehenswürdigkeiten
- Kirche Saint-Vincent
- Kapelle Sainte-Philomène
- Kapelle Notre-Dame-de-la-Délivrande
- Schloss Les Pauvres aus dem 15. Jahrhundert
- Seidenweberei von Galicière, Monument historique seit 2004

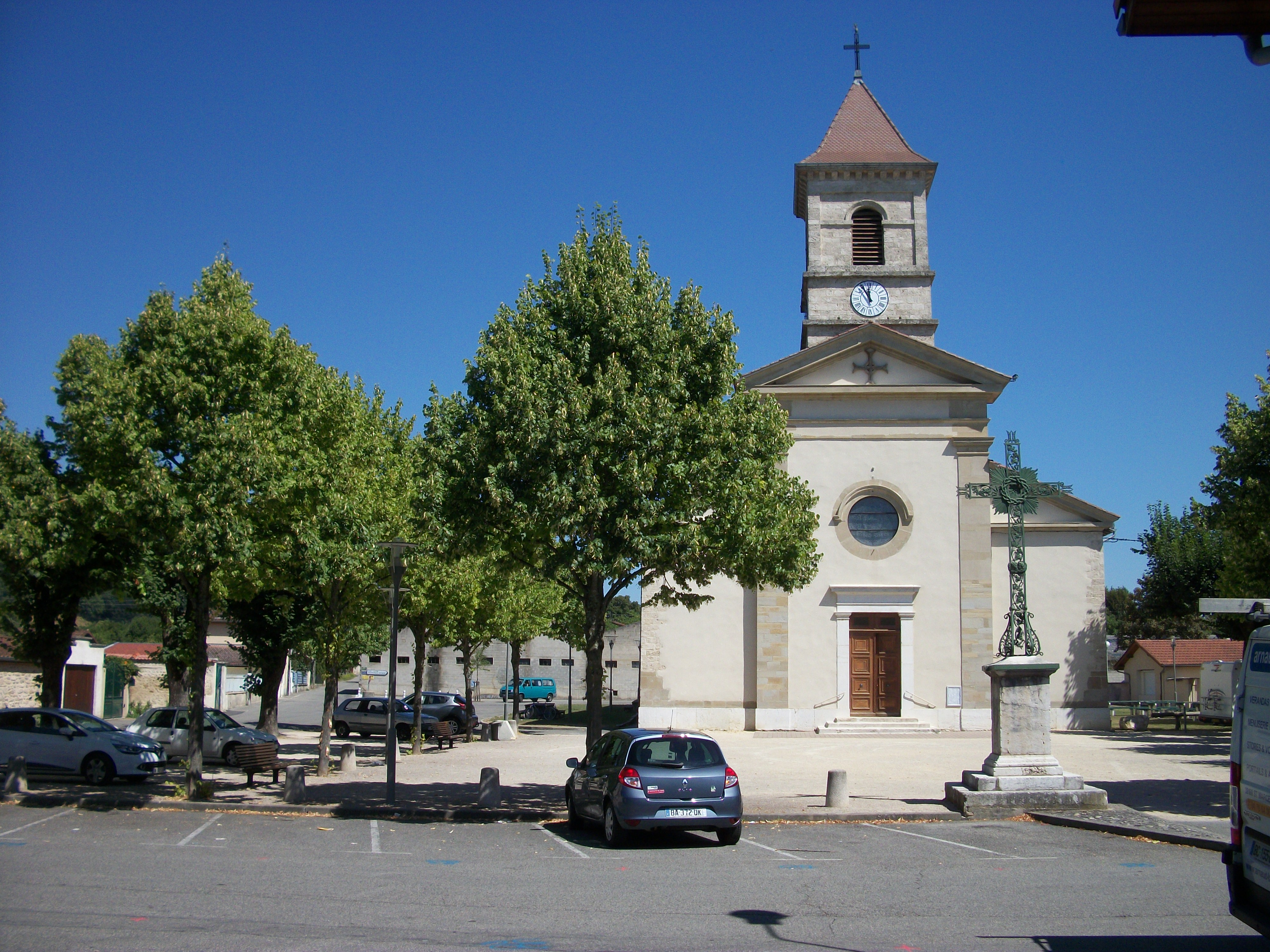
Kirche Saint-Vincent
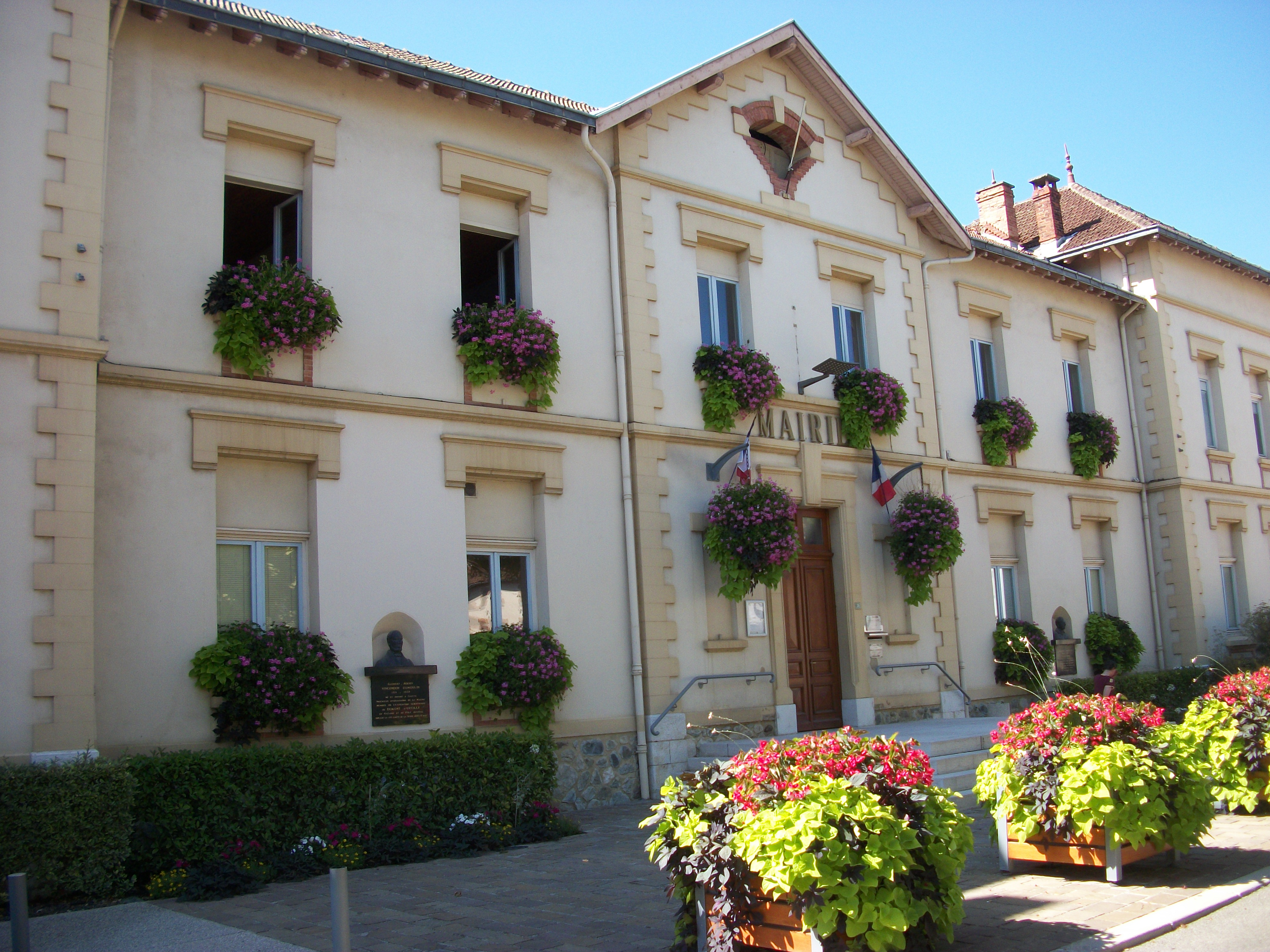
Rathaus (mairie)
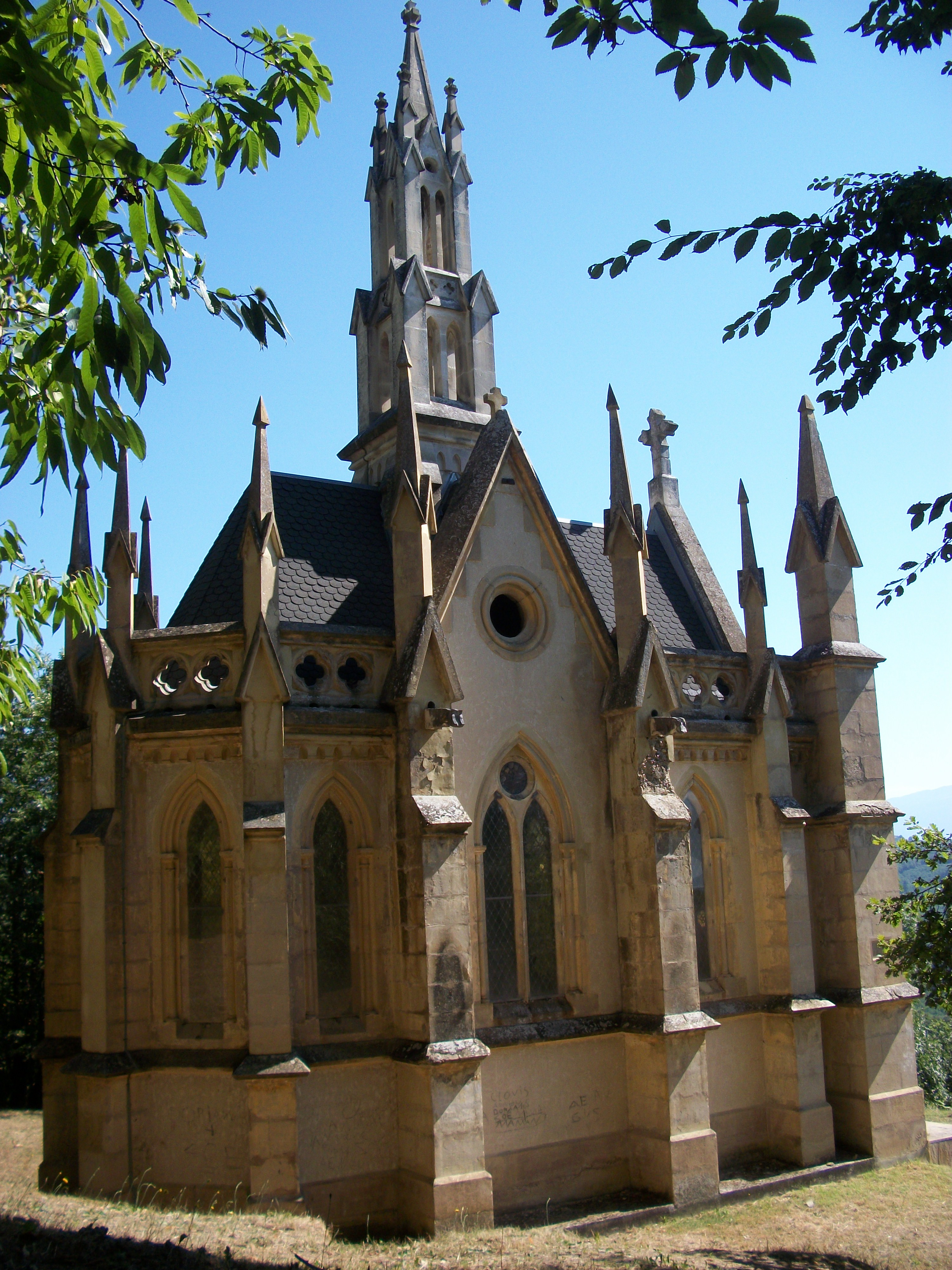
Kapelle Sainte-Philomene
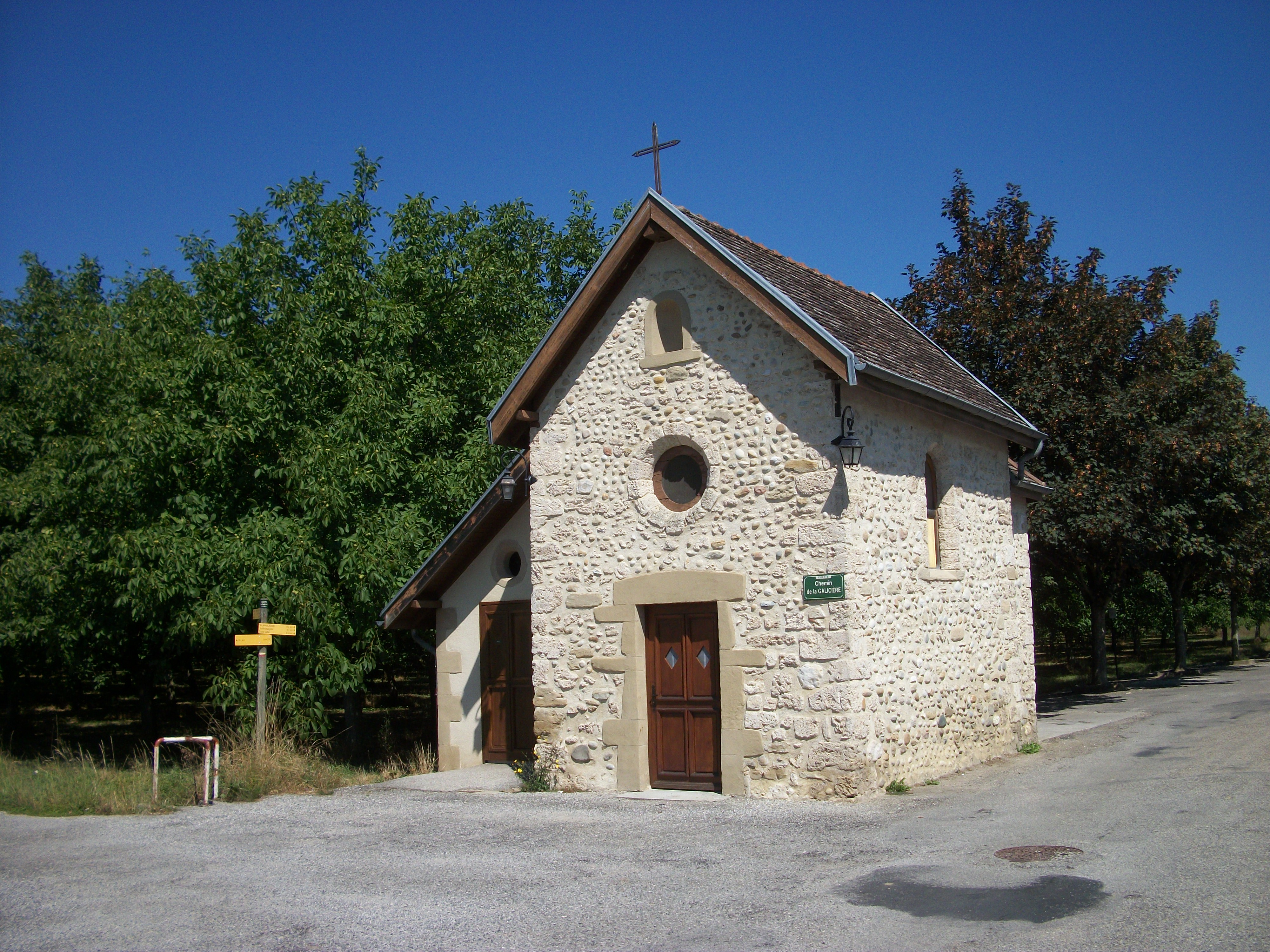
Kapelle Notre-Dame-de-la-Délivrande
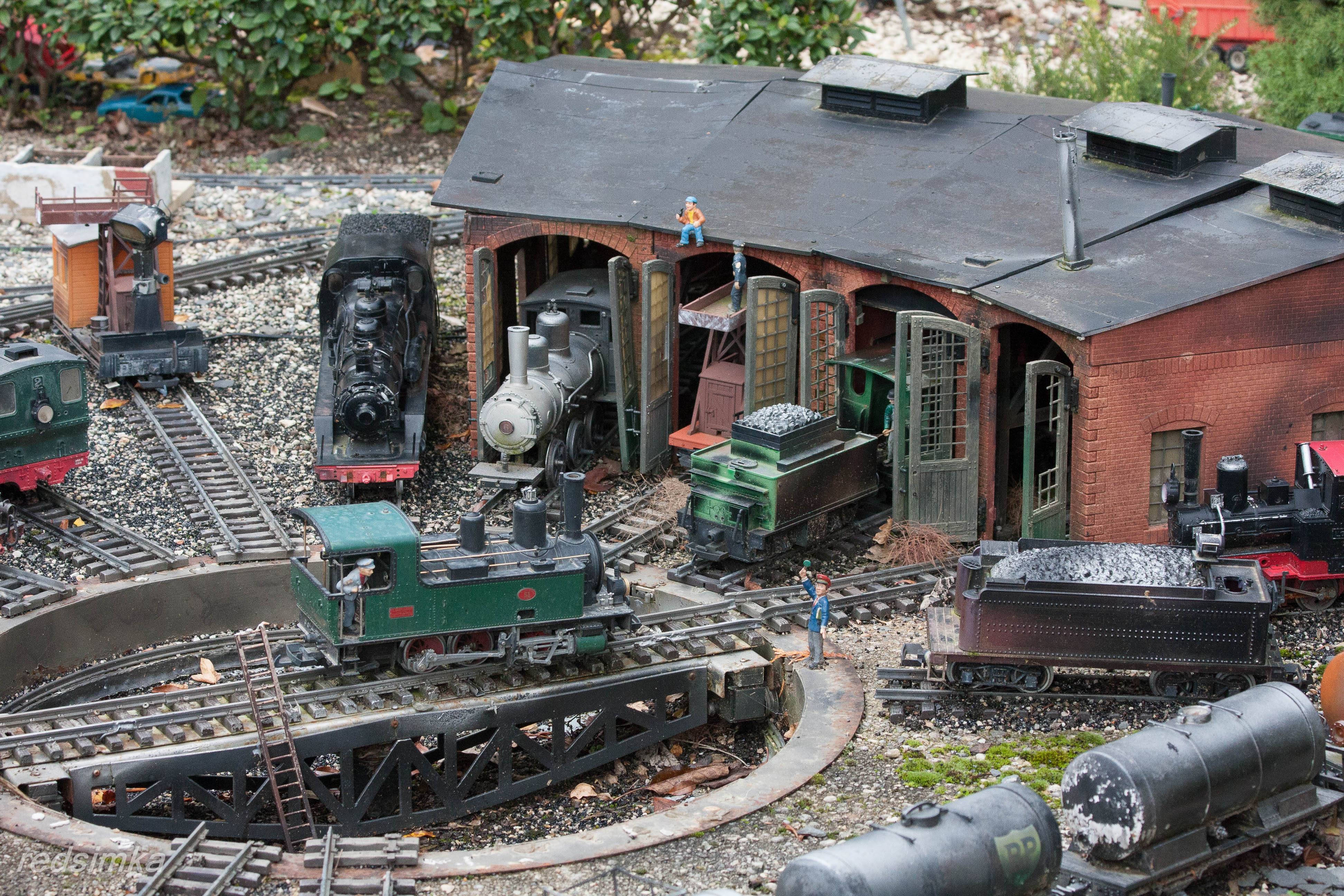
Modelleisenbahn-Garten
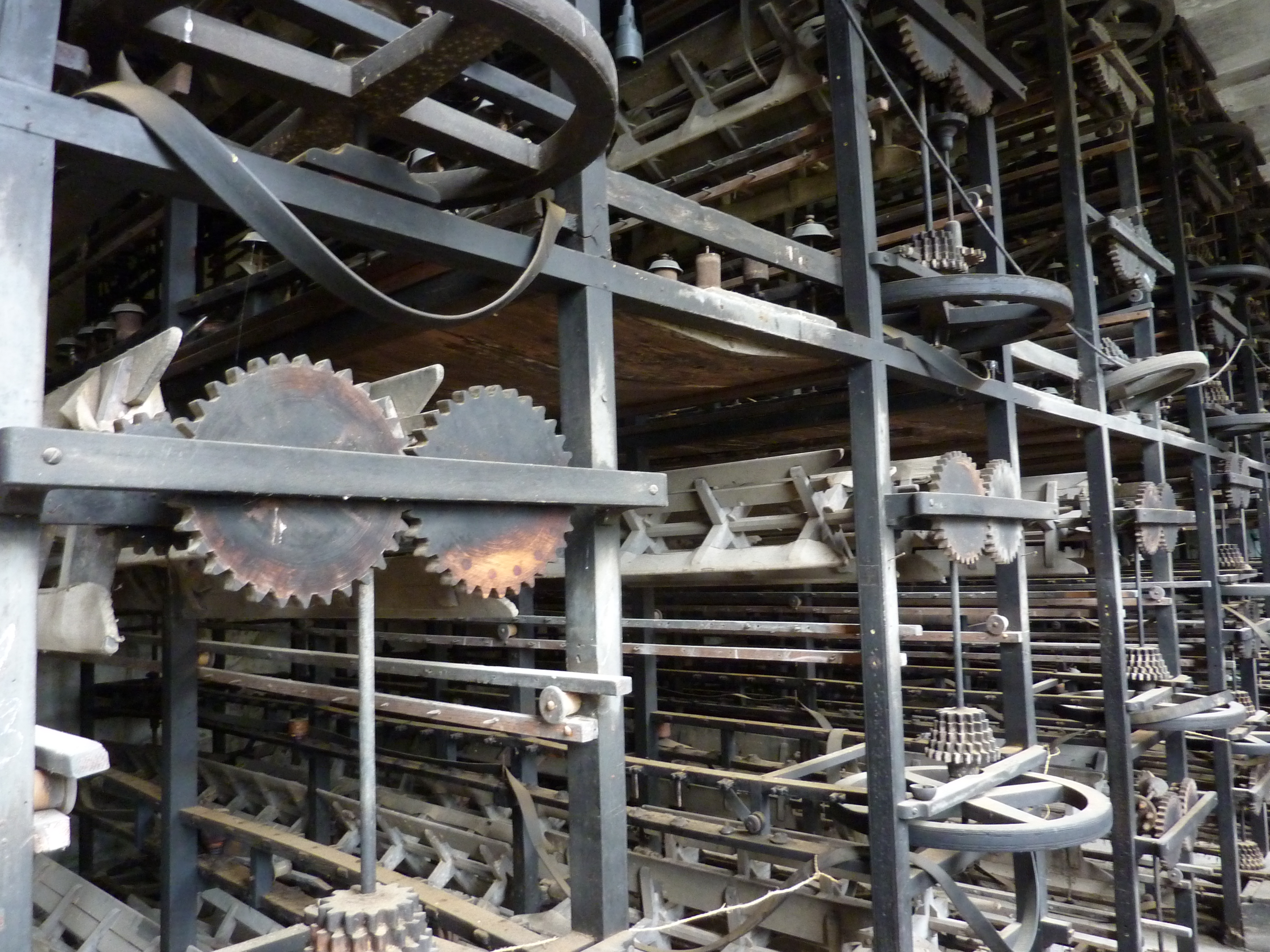
Alte Seidenweberei

## Gemeindepartnerschaften
Chatte pflegt Gemeindepartnerschaften mit den folgenden Gemeinden:
- Brettheim in Baden-Württemberg, Deutschland, seit 2002
- Roncone (seit 2016 Teil der Gemeinde Sella Giudicarie) im Trentino (Region Trentino-Südtirol), seit 1998
- Szczygłów (Ortschaft in der Gmina Biskupice) in der Woiwodschaft Kleinpolen, Polen

## Persönlichkeiten
- Amadeus von Lausanne (um 1110–1159), Bischof von Lausanne
- Clément Adrien Vincendon-Dumoulin (um 1811–1858), Hydrograph und Forschungsreisender